# USS LST-864
O USS LST-864 foi um navio de guerra norte-americano da classe LST que operou durante a Segunda Guerra Mundial.